# (3577) Putilin
(3577) Putilin es un asteroide perteneciente al cinturón exterior de asteroides descubierto por Liudmila Ivánovna Chernyj desde el Observatorio Astrofísico de Crimea, en Naúchni, el 7 de octubre de 1969.

## Designación y nombre
Putilin fue designado inicialmente como 1969 TK.
Más tarde, en 1991, se nombró en honor del astrónomo ruso Iván Putilin (1893-1954).

## Características orbitales
Putilin orbita a una distancia media de 3,947 ua del Sol, pudiendo acercarse hasta 3,168 ua y alejarse hasta 4,727 ua. Su excentricidad es 0,1975 y la inclinación orbital 3,743 grados. Emplea 2864 días en completar una órbita alrededor del Sol.
Putilin forma parte del grupo asteroidal de Hilda.

## Características físicas
La magnitud absoluta de Putilin es 10,3 y el periodo de rotación de 18,27 horas.